# Let me fly (Mike and the Mechanics)
Let me fly is een studioalbum van Mike and the Mechanics. Het is het tweede album in deze samenstelling; de band deed er vijf jaar over. Het album liet dan vijf jaar op zich wachten, ondertussen trad de band wel op. Het album is opgenomen in The Farm studio (de geluidsstudio van Genesisleden), Metrophonics en de thuisstudio van Rutherford. Rutherford gaf in het boekwerkje aan dat hij wilde terugkeren naar de muziekstijl vanuit het begin van de band. Hij liet zich echter niet meer produceren door Christopher Neil, die er vanaf het begin bij was. 

## Musici
- Mike Rutherford – gitaar, basgitaar, drummachine
- Andrew Roachford – zang, toetsinstrumenten
- Tim Howar – zang
- Luke Juby – toetsinstrumenten
- Anthony Drennan - gitaar
- Gary Wallis – slagwerk

Met
- Clark Datchler- piano (tracks 5, 6 en 9)
- Zak Kemp – drumprogrammeer werk (5, 6)
- Patrick Mascall – programmeerwerk (8 en 11)

## Producers
- Mike Rutherford, Brain Rawling, Paul Meehan (tracks 1-6)
- Mike Rutherford en Harry Rutherford (tracks 7, 9, 10 en 12)
- Mike Rutherford en Mark Taylor (tracks 8 en 11)

## Muziek
| Nr. | Titel                                                                    | Duur |
| --- | ------------------------------------------------------------------------ | ---- |
| 1.  | Let me fly (Rutherford, Datchler, Roachford)                             | 4:42 |
| 2.  | Are you ready? (Rutherford, Datchler, howar)                             | 4:27 |
| 3.  | Wonder (Rutherford, Datchler, Roachford)                                 | 4:36 |
| 4.  | The best is yet to come (Rutherford, Datchler)                           | 4:00 |
| 5.  | Save the world (Rutherford, Datchler, Roachford)                         | 4:42 |
| 6.  | Don’t know what came over me (Rutherford, Datchler, Roachford)           | 4:19 |
| 7.  | High life (Rutherford, Ed Drewett)                                       | 2:49 |
| 8.  | The letter (Rutherford, Taylor, Mascall, Datchler, Roachford)            | 4:55 |
| 9.  | Not out of love (Rutherford, Roachford, Howar)                           | 4:18 |
| 10. | Love left over (Rutherford, Datchler, Howar)                             | 3:27 |
| 11. | I’ll be there for you (Rutherford, Taylor, Mascall, Datchler, Roachford) | 3:31 |
| 12. | Save my soul (Rutherford, Roachford, Fraser Thorneycroft-Smith)          | 4:49 |

Het album kreeg korte noteringen in de albumlijsten van Zwitserland, Duitsland en België (zowel Vlaanderen als Wallonië).